# James Corden

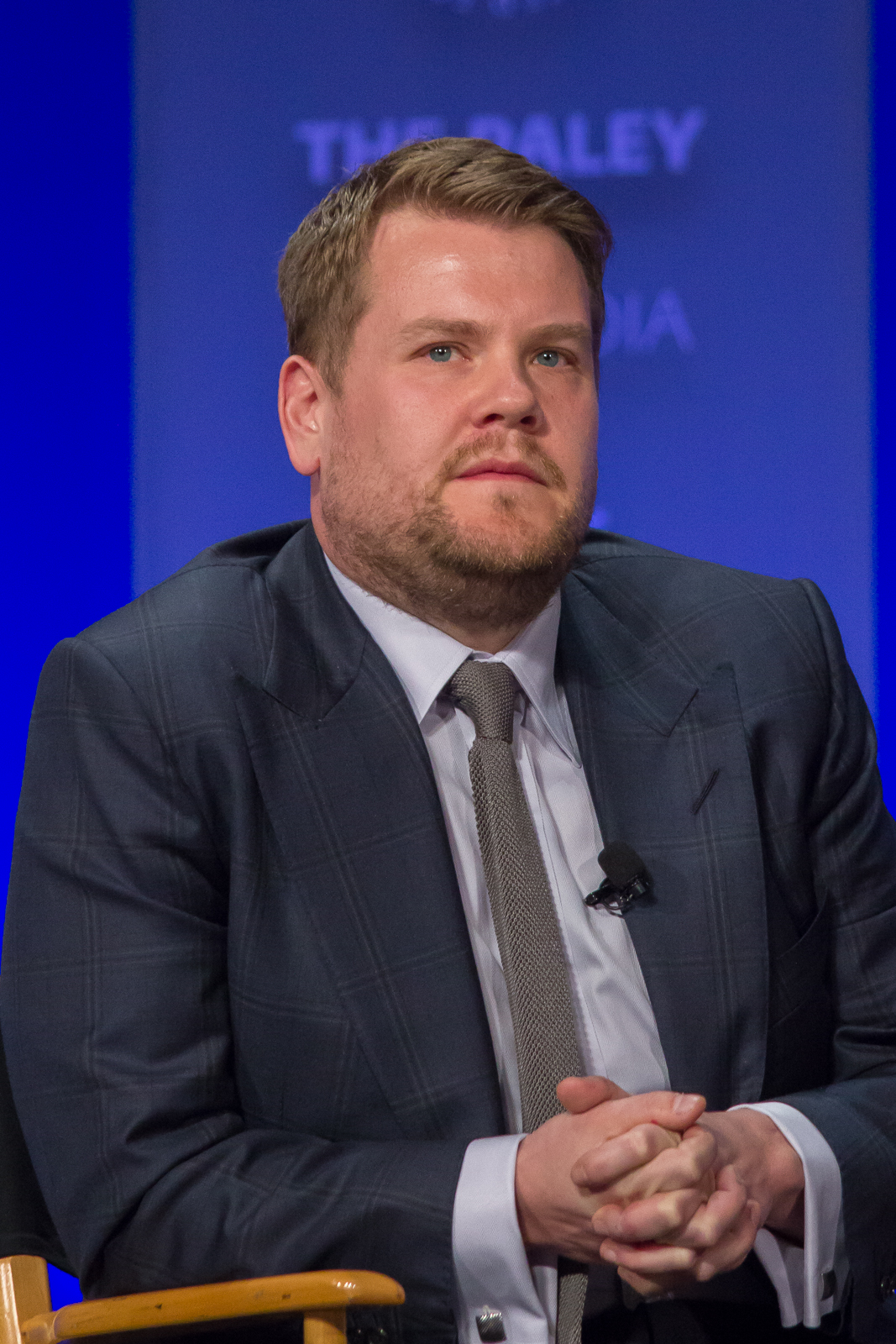
James Corden (2015)

James Kimberley Corden OBE (* 22. August 1978 in Hillingdon, London) ist ein britischer Film- und Theaterschauspieler, Synchronsprecher, Drehbuchautor, Sänger, Moderator und Komiker.

## Biografie
Corden hatte 1996 seine ersten Auftritte als Komparse im Musical Martin Guerre am Prince Edward Theatre im Londoner West End und in einer Fernsehserie. Im Jahr darauf spielte er zum ersten Mal in einem Film mit. 
1999 spielte er eine Hauptrolle in der sechsteiligen Serie Boyz Unlimited über eine Boyband. In der ersten und dritten Staffel der Serie Teachers hatte er eine Nebenrolle. Es folgten zahlreiche weitere Engagements, unter anderem auch als Fernsehmoderator und für Comic Relief. Darüber hinaus nahm er mit Dizzee Rascal den Song Shout auf, der als Schlachtruf der englischen Nationalelf bei der Fußball-Weltmeisterschaft 2010 dienen sollte. Seine erste und bislang letzte Single schaffte es im Juni 2010 auf Platz 1 der britischen Single-Charts. Ein zur Europameisterschaft 2012 veröffentlichter Remix war weniger erfolgreich. Darüber hinaus hat er einen kleinen Auftritt im Musikvideo von Mama Do the Hump von Rizzle Kicks.
Für seine Arbeit hat Corden zahlreiche Auszeichnungen erhalten. Die Serie Gavin & Stacey, bei der er mit Ruth Jones neben der Idee auch das Drehbuch beisteuerte und wie Jones eine Hauptrolle übernahm, wurde 2007 und 2008 bei den British Comedy Awards prämiert. Corden erhielt die Auszeichnung 2007 als Best Comedy Male Newcomer. 2008 erhielt er für die Rolle den British Academy Television Award für die Best comedy performance. Für seine Hauptrolle in dem Stück One Man, Two Guvnors wurde er 2012 unter anderem mit dem Drama Desk Award als Outstanding Actor in a Play, sowie dem Tony Award als bester Hauptdarsteller ausgezeichnet.
Seit 2006 hat er auf YouTube einen eigenen Kanal, der seit 2015 nun den Namen „The Late Late Show with James Corden“ trägt, und bis dato (2021) über 8,5 Milliarden Aufrufe hatte.
2015 wurde Corden mit dem Order of the British Empire ausgezeichnet. Ab 2015 moderierte Corden als Nachfolger von Craig Ferguson die CBS-Show The Late Late Show. Ende April 2022 kündigte Corden an, seinen Vertrag für die Late Late Show nur noch um ein Jahr bis April 2023 verlängert zu haben, um danach aufzuhören und sich anderen Dingen zu widmen. Im November 2023 gab Stephen Colbert bekannt, dass Taylor Tomlinson ab Anfang 2024 ihre eigene, von Colbert mitproduzierte, Show After Midnight auf dem Sendeplatz von The Late Late Show with James Corden präsentieren soll. Der US-Radio-Anbieter SiriusXM kündigte im November 2023 an, dass Corden mit This Life of Mine with James Corden ab Anfang 2024 ein eigenes Radio-Format bekommen soll.
Für das Medley Move Your Feet/D.A.N.C.E./It’s a Sunshine Day aus dem Film Trolls wurde er 2024 mit einer silbernen Schallplatte im Vereinigten Königreich ausgezeichnet.

### Moderation bei Preisverleihungen
Die BRIT-Awards moderierte Corden fünfmal in Folge, bis er 2014 zurücktrat.
2016 war Corden Gastgeber der Tony Awards. Die Show gewann einen Emmy. Im folgenden Jahr wie auch 2018 moderierte er die Verleihung der Grammys.

## Privatleben
Corden ist seit 2012 verheiratet und hat einen Sohn (* 2011) und zwei Töchter (* 2014 und 2017). Die Familie lebt in Los Angeles. Cordens jüngste Tochter kam am 12. Dezember 2017 unerwartet etwas zu früh, aber gesund zur Welt. Harry Styles sprang zwei Stunden vor Drehbeginn spontan als Moderator der Late Late Show ein, Bryan Cranston sagte zu, die Show am Folgetag zu moderieren. Am 14. Dezember kehrte Corden als Moderator zurück. Im Jahr 2022 geriet Corden wegen ausfälligen Verhaltens im New Yorker Restaurant Balthazar in die Schlagzeilen.

## Filmografie (Auswahl)
- 2000: Hollyoaks (Fernsehserie, eine Episode)
- 2001: Jagd auf den Schatz der Riesen (TV Mini-Serie)
- 2002: All or Nothing
- 2004: Little Britain (Fernsehserie, Folge 2x03)
- 2005: Pierrepoint
- 2006: Die History Boys – Fürs Leben lernen (The History Boys)
- 2006: Starter for 10
- 2007–2010: Gavin & Stacey (Fernsehserie, 20 Episoden, Idee, Drehbuch, Hauptrolle)
- 2008: New York für Anfänger (How to Lose Friends & Alienate People)
- 2009: Lesbian Vampire Killers
- 2009: Planet 51 (Stimme von Soldat Vernkot)
- 2009: Der Grüffelo (The Gruffalo, Stimme von Maus)
- 2010: Gullivers Reisen – Da kommt was Großes auf uns zu (Gulliver’s Travels)
- 2010: Konferenz der Tiere (Stimme des Billy in der englischen Synchronisation)
- 2010–2011: Doctor Who (Fernsehserie, Folgen 5x11, 6x12 und Boxset-Special Up All Night)
- 2011: Die drei Musketiere (The Three Musketeers)
- 2011: Das Grüffelokind (The Gruffalo’s Child, Stimme von Maus)
- 2013: One Chance – Einmal im Leben (One Chance)
- 2013: Can a Song Save Your Life?
- 2013–2014: The Wrong Mans – Falsche Zeit, falscher Ort (The Wrong Mans, Fernsehserie, 8 Episoden, Idee, Drehbuch, Hauptrolle)
- 2014: Into the Woods
- 2014: Mr. Hoppys Geheimnis (Esio Trot)
- 2016: Trolls (Stimme von Biggie)
- 2017: Emoji – Der Film (The Emoji Movie, Stimme von Hi-5)
- 2018: Peter Hase (Peter Rabbit, Stimme von Peter Hase)
- 2018: Ocean’s 8
- 2019: Yesterday
- 2019: Cats
- 2020: Trolls World Tour (Stimme von Biggie)
- 2020: Superintelligence
- 2020: The Prom
- 2021: Peter Hase 2 – Ein Hase macht sich vom Acker (Peter Rabbit 2: The Runaway, Stimme von Peter Hase)
- 2021: Cinderella
- 2025: Die Schlümpfe: Der große Kinofilm (Smurfs, Stimme von Kein Name Schlumpf)

## Bühnenrollen (Auswahl)
- 2004–2006: The History Boys (Hauptrolle, „Timms“)
- 2011–2012: One Man, Two Guvnors (Hauptrolle, „Francis Henshall“)